# 110 meter häck för herrar i friidrott vid olympiska sommarspelen 2012
Herrarnas 110 meter häck vid olympiska sommarspelen 2012, i London i Storbritannien avgjordes den sjunde och åttonde augusti på Londons Olympiastadion. Tävlingen inleddes med en försöksomgång där alla tävlande deltog för att kvalificera sig till det efterföljande steget i tävlingen. Efter försöksomgången följde semifinaler och till sist finalen där 8 atleter deltog. Dayron Robles från Kuba var regerande mästare efter att han i Peking 2008 vunnit finalen.

## Medaljörer
| Event          | Guld              | Guld              | Silver               | Silver               | Brons                    | Brons                    |
| 110 meter häck | Aries Merritt USA | Aries Merritt USA | Jason Richardson USA | Jason Richardson USA | Hansle Parchment Jamaica | Hansle Parchment Jamaica |

## Rekord
Före tävlingarna gällde dessa rekord:
| Världsrekord (WR)     | Dayron Robles (CUB) | 12,87         | Ostrava, Tjeckien | 12 juni 2008    | [ 4 ] |
| Olympiskt rekord (OR) | Liu Xiang (CHN)     | 12,91         | Aten, Grekland    | 27 augusti 2004 | [ 5 ] |
| Världsårsbästa (WL)   | ej fastställt       | ej fastställt | ej fastställt     | ej fastställt   |       |

## Program
Tider anges i lokal tid, det vill säga västeuropeisk sommartid (UTC+1).
7 augusti
- 10:10 – Försök

8 augusti
- 19:15 – Semifinal
- 21:15 – Final

## Resultat
- Q innebär avancemang utifrån placering i heatet.
- q innebär avancemang utifrån total placering.
- DNS innebär att personen inte startade.
- DNF innebär att personen inte fullföljde.
- DQ innebär diskvalificering.
- NR innebär nationellt rekord.
- OR innebär olympiskt rekord.
- WR innebär världsrekord.
- WJR innebär världsrekord för juniorer
- AR innebär världsdelsrekord (area record)
- PB innebär personligt rekord.
- SB innebär säsongsbästa.
- w innebär medvind > 2,0 m/s

### Försöksomgång
Den inledande försöksomgången ägde rum den 7 augusti.

#### Heat 1
| Placering | Idrottare              | Nation    | Tid   | Noteringar |
| --------- | ---------------------- | --------- | ----- | ---------- |
| 1         | Sergej Sjubenkov       | Ryssland  | 13,26 | Q          |
| 2         | Konstadínos Douvalídis | Grekland  | 13.40 | Q          |
| 3         | Adrien Deghelt         | Belgien   | 13.52 | Q          |
| 4         | Garfield Darien        | Frankrike | 13.54 | q          |
| 5         | Paulo Villar           | Colombia  | 13.55 | q, SB      |
| 6         | Matthias Bühler        | Tyskland  | 13.68 |            |
| 7         | Shi Dongpeng           | Kina      | 13.78 |            |
| 8         | David Ilariani         | Georgien  | 13.90 |            |

#### Heat 2
| Placering | Idrottare           | Nation              | Tid   | Noteringar |
| --------- | ------------------- | ------------------- | ----- | ---------- |
| 1         | Jason Richardson    | USA                 | 13,33 | Q          |
| 2         | Lawrence Clarke     | Storbritannien      | 13.42 | Q          |
| 3         | Maksim Linsja       | Belarus             | 13.47 | Q, SB      |
| 4         | Wayne Davis         | Trinidad och Tobago | 13.52 | q          |
| 5         | Andrew Riley        | Jamaica             | 13.59 |            |
| 6         | João Carlos Almeida | Portugal            | 13.69 |            |
| 7         | Rouhollah Askari    | Iran                | 13.97 |            |
| 8         | Ronald Forbes       | Caymanöarna         | 14.21 |            |
| i.u.      | Enrique Llanos      | Puerto Rico         | i.u.  | DNF        |

#### Heat 3
| Placering | Idrottare           | Nation              | Tid   | Noteringar |
| --------- | ------------------- | ------------------- | ----- | ---------- |
| 1         | Orlando Ortega      | Kuba                | 13,26 | Q          |
| 2         | Hansle Parchment    | Jamaica             | 13.32 | Q          |
| 3         | Konstantin Sjabanov | Ryssland            | 13.63 | Q          |
| 4         | Ladji Doucouré      | Frankrike           | 13.67 |            |
| 5         | Mikel Thomas        | Trinidad och Tobago | 13.74 |            |
| 6         | Erik Balnuweit      | Tyskland            | 13.77 |            |
| i.u.      | Andrew Pozzi        | Storbritannien      | i.u.  | DNF        |
| i.u.      | Shamar Sands        | Bahamas             | i.u.  | DQ         |
| i.u.      | Ali Kamé            | Madagaskar          | i.u.  | DQ         |

#### Heat 4
| Placering | Idrottare         | Nation      | Tid   | Noteringar |
| --------- | ----------------- | ----------- | ----- | ---------- |
| 1         | Dayron Robles     | Kuba        | 13,33 | Q          |
| 2         | Lehann Fourie     | Sydafrika   | 13.49 | Q, SB      |
| 3         | Jeff Porter       | USA         | 13.53 | Q          |
| 4         | Dimitri Bascou    | Frankrike   | 13.57 | q          |
| 5         | Greggmar Swift    | Barbados    | 13.62 |            |
| 6         | Alexander John    | Tyskland    | 13.67 |            |
| 7         | Fawaz Al-Shammari | Kuwait      | 14.00 |            |
| 8         | Héctor Cotto      | Puerto Rico | 14.08 |            |
| 9         | Ahmad Hazer       | Libanon     | 14.82 |            |

#### Heat 5
| Placering | Idrottare        | Nation   | Tid   | Noteringar |
| --------- | ---------------- | -------- | ----- | ---------- |
| 1         | Aries Merritt    | USA      | 13,07 | Q          |
| 2         | Ryan Brathwaite  | Barbados | 13.23 | Q, SB      |
| 3         | Xie Wenjun       | Kina     | 13.43 | Q          |
| 4         | Emanuele Abate   | Italien  | 13.46 | q          |
| 5         | Richard Phillips | Jamaica  | 13.47 | q          |
| 6         | Dániel Kiss      | Ungern   | 13.62 |            |
| 7         | Aleksej Dremin   | Ryssland | 13.75 | SB         |
| 8         | Jeffrey Julmis   | Haiti    | 13.87 |            |
| 9         | Ronald Bennett   | Honduras | 14.45 |            |

#### Heat 6
| Placering | Idrottare        | Nation         | Tid   | Noteringar |
| --------- | ---------------- | -------------- | ----- | ---------- |
| 1         | Andy Turner      | Storbritannien | 13,42 | Q          |
| 2         | Selim Nurudeen   | Nigeria        | 13.51 | Q, PB      |
| 3         | Gregory Sedoc    | Nederländerna  | 13.52 | Q          |
| 4         | Balázs Baji      | Ungern         | 13.76 |            |
| 5         | Jackson Quiñónez | Spanien        | 13.76 | SB         |
| i.u.      | Shane Brathwaite | Barbados       | i.u.  | DNF        |
| i.u.      | Liu Xiang        | Kina           | i.u.  | DNF        |
| i.u.      | Artur Noga       | Polen          | i.u.  | DNF        |
| i.u.      | Moussa Dembele   | Senegal        | i.u.  | DQ         |

### Semifinaler
Semifinalerna hölls den 8 augusti.

#### Heat 1
Vind:
Heat 1: -0.5 m/s
| Placering | Idrottare              | Nation              | Tid   | Noteringar |
| --------- | ---------------------- | ------------------- | ----- | ---------- |
| 1         | Jason Richardson       | USA                 | 13,13 | Q          |
| 2         | Orlando Ortega         | Kuba                | 13.26 | Q          |
| 3         | Lawrence Clarke        | Storbritannien      | 13.31 | q, PB      |
| 4         | Adrien Deghelt         | Belgien             | 13.42 | PB         |
| 5         | Garfield Darien        | Frankrike           | 13.48 |            |
| 6         | Wayne Davis            | Trinidad och Tobago | 13.49 |            |
| 7         | Konstadínos Douvalídis | Grekland            | 13.77 |            |
| -         | Gregory Sedoc          | Nederländerna       |       | DNF        |

#### Heat 2
Vind:
Heat 2: +0.1 m/s
| Placering | Idrottare           | Nation         | Tid   | Noteringar |
| --------- | ------------------- | -------------- | ----- | ---------- |
| 1         | Aries Merritt       | USA            | 12,94 | Q          |
| 2         | Ryan Brathwaite     | Barbados       | 13.23 | Q, SB      |
| 3         | Xie Wenjun          | Kina           | 13.34 | PB         |
| 4         | Andy Turner         | Storbritannien | 13.42 |            |
| 5         | Selim Nurudeen      | Nigeria        | 13.55 |            |
| 6         | Dimitri Bascou      | Frankrike      | 13.55 |            |
| 7         | Paulo Villar        | Colombia       | 13.63 |            |
| 8         | Konstantin Sjabanov | Ryssland       | 13.65 |            |
| -         | Richard Phillips    | Jamaica        |       | DNF        |

#### Heat 3
Vind:
Heat 3: +0.1 m/s
| Placering | Idrottare        | Nation    | Tid   | Noteringar |
| --------- | ---------------- | --------- | ----- | ---------- |
| 1         | Dayron Robles    | Kuba      | 13,10 | Q, SB      |
| 2         | Hansle Parchment | Jamaica   | 13.14 | Q, NR      |
| 3         | Lehann Fourie    | Sydafrika | 13.28 | q, PB      |
| 4         | Emanuele Abate   | Italien   | 13.35 |            |
| 5         | Jeff Porter      | USA       | 13.41 |            |
| 6         | Sergej Sjubenkov | Ryssland  | 13.41 |            |
| 7         | Maksim Linsja    | Belarus   | 13.45 | PB         |
| 8         | Ladji Doucouré   | Frankrike | 13.74 |            |

### Final
Finalen hölls den 8 augusti.
| Placering | Idrottare        | Nation         | Tid   | Noteringar |
| --------- | ---------------- | -------------- | ----- | ---------- |
| 1         | Aries Merritt    | USA            | 12,92 | WL, PB     |
| 2         | Jason Richardson | USA            | 13,04 |            |
| 3         | Hansle Parchment | Jamaica        | 13,12 | NR         |
| 4         | Lawrence Clarke  | Storbritannien | 13,39 |            |
| 5         | Ryan Brathwaite  | Barbados       | 13,40 |            |
| 6         | Orlando Ortega   | Kuba           | 13,43 |            |
| 7         | Lehann Fourie    | Sydafrika      | 13,53 |            |
| i.u.      | Dayron Robles    | Kuba           | i.u.  | DNF        |